# Gira Mundo Guanaco
Es la primera gira realizada por el legendario grupo de heavy metal Almafuerte. Comenzó el 17 de marzo de 1995 y terminó el 16 de agosto de 1996. Se realizó para presentar su disco Mundo guanaco. Esta gira marca el debut de la banda en los escenarios tras la separación de Hermética por diferencias entre Ricardo Iorio y el resto de la banda en diciembre de 1994 tras tocar en el estadio Obras el 12 de noviembre de ese mismo año. Comenzaron con un primer recital en el Teatro Arpegios en marzo, ni bien salió su primer disco, y volvieron en abril. La formación de Almafuerte fue la siguiente: Ricardo Iorio en voz y bajo, Claudio Marciello en guitarra, Claudio Cardacci en batería. Siguieron con conciertos en Bahía Blanca, en Cemento y otros lugares más hasta telonear a Ozzy Osbourne en el estadio Obras el 12 de septiembre. Finalizan la primera parte de la gira en el Teatro Arlequines. Al año siguiente, se estrenaron temas del segundo disco a editarse en los meses posteriores. Siguen girando por el país durante 1996, mientras se encontraban elaborando su segundo trabajo. Tocaron en lugares como Cemento, Luna Negra, el Teatro Municipal y otros más. Tras girar por el país con su disco debut, la banda se encierra en los estudios para grabar su segundo trabajo que se llama Del entorno.

## Inicios, lanzamiento del disco y gira

### 1995
La historia de la banda se inicia cuando se confirmó la separación de Hermética en diciembre de 1994 después de haber tocado en el estadio Obras el 12 de noviembre de ese mismo año, a pocos días del debut de La Renga en ese escenario. La separación de la banda se debe a diferencias entre Ricardo Iorio y el resto de los integrantes. Algo distinto pasó con Divididos, que estuvieron a punto de hacerlo a causa de los encontronazos entre Federico Gil Solá y los otros dos integrantes de la banda. En marzo, Almafuerte lanza su primer trabajo discográfico. Se titula Mundo guanaco. Consta de 10 temas. El segundo tema de este disco, Desencuentro, es un homenaje a la dupla tanguera Aníbal Troilo-Cátulo Castillo. El cuarto tema es un poema de Pedro Bonifacio Palacios, a quien la banda le debe su nombre, titulado Como los bueyes y musicalizado por la banda. Incluye también un homenaje a V8, con su canción que se llama Voy a enloquecer, y el séptimo es un homenaje a José Larralde. Se titula De los pagos del tiempo. Este tema también fue interpretado por la anterior banda de Ricardo Iorio el 12 de noviembre de 1994, durante el concierto mencionado en el estadio Obras, previo a la separación de la misma. Los temas Buitres y El amasijo de un gran sueño son temas en los que Ricardo Iorio hace una clara referencia, aunque sin mencionarlos, a sus excompañeros de Hermética, que se reunieron para formar Malón (O'Connor-Strunz-Romano), junto con Carlos Kuadrado. Por otro lado, el grupo mencionado les dedica, en el cierre del primer álbum que se llama Espíritu combativo, el tema Fábula del avestruz y el jabalí. El primer disco de Almafuerte contó con la siguiente formación: Ricardo Iorio (voz y bajo), Claudio Marciello (guitarra) y Claudio Cardacci (batería). El primer recital tuvo lugar en el Teatro Arpegios el 17 de marzo, marcando así su debut en los escenarios, y dando inicio a su carrera. Volvieron a ese mismo escenario el 29 de abril. El 5 de mayo tocaron en el estadio de Olimpo, donde tocó Rata Blanca en 1994, el 25 de mayo. 12 días después del show en Bahía Blanca, la banda toca en Cemento. Allí estrenan temas de lo que en 1996 sería Del entorno. Estos son Lucero del alba, Hombre peste, el tema que le da título y Presa fácil. El 25 de junio, día del cumpleaños de Ricardo Iorio, la banda toca en la Confitería San Martín. El 1 de julio, la banda toca en Desafío. Ese mismo día, La Renga dio su tercer concierto en el estadio Obras, donde siguieron con la gira de su segundo álbum titulado A donde me lleva la vida, y además grabaron Bailando en una pata. El 7 de julio tocaron por primera vez en Corrientes. El concierto tuvo lugar en Cementerio. Al día siguiente, la banda da un concierto en el Centro Cultural Gualeguaychú. El 15 de julio tocaron en El Templo. El 12 de septiembre, la banda se encarga de abrir el concierto de Ozzy Osbourne en el estadio Obras, siendo este el segundo recital del cantante norteamericano en Buenos Aires, que venía de tocar en el estadio de Ferro dos días antes. Despiden el año el 25 de noviembre, con un concierto en el Teatro Arlequines. Así se termina la primera parte de la gira.

### 1996
Comienzan un nuevo año de trayectoria tocando el 23 de marzo en Cemento. El 6 de abril hicieron lo suyo en Luna Negra. El recital se puede ver desde YouTube. 20 días después hicieron lo suyo en el Club Centenario de Venado Tuerto, y al día posterior en el Teatro Municipal de Río Cuarto. El 28 de abril tocaron en el Cine Teatro San Luis. Luego dan tres shows en Cemento los días 17, 19 y 25 de mayo, con previo paso a vuelo rasante por Rosario el 12 de mayo. El 14 de junio tocaron en el Gimnasio Municipal de Río Gallegos. Se cierra la gira el 16 de agosto nuevamente en Cemento.

## Conciertos
| Fecha                    | Ciudad        | País      | Recinto                            |
| ------------------------ | ------------- | --------- | ---------------------------------- |
| América del Sur          |               |           |                                    |
| 17 de marzo de 1995      | Buenos Aires  | Argentina | Teatro Arpegios                    |
| 29 de abril de 1995      | Buenos Aires  | Argentina | Teatro Arpegios                    |
| 5 de mayo de 1995        | Bahía Blanca  | Argentina | Estadio Roberto Natalio Carminatti |
| 17 de mayo de 1995       | Buenos Aires  | Argentina | Cemento                            |
| 25 de junio de 1995      | San Martín    | Argentina | Confitería San Martín              |
| 1 de julio de 1995       | Moreno        | Argentina | Desafío                            |
| 7 de julio de 1995       | Corrientes    | Argentina | Cementerio                         |
| 8 de julio de 1995       | Gualeguaychú  | Argentina | Centro Cultural Gualeguaychú       |
| 15 de julio de 1995      | Buenos Aires  | Argentina | El Templo                          |
| 12 de septiembre de 1995 | Buenos Aires  | Argentina | Estadio Obras Sanitarias           |
| 25 de noviembre de 1995  | Buenos Aires  | Argentina | Teatro Arlequines                  |
| 23 de marzo de 1996      | Buenos Aires  | Argentina | Cemento                            |
| 6 de abril de 1996       | Buenos Aires  | Argentina | Luna Negra                         |
| 26 de abril de 1996      | Venado Tuerto | Argentina | Club Centenario                    |
| 27 de abril de 1996      | Río Cuarto    | Argentina | Teatro Municipal                   |
| 28 de abril de 1996      | San Luis      | Argentina | Cine Teatro San Luis               |
| 12 de mayo de 1996       | Rosario       | Argentina | Montoya                            |
| 17 de mayo de 1996       | Buenos Aires  | Argentina | Cemento                            |
| 19 de mayo de 1996       | Buenos Aires  | Argentina | Cemento                            |
| 25 de mayo de 1996       | Buenos Aires  | Argentina | Cemento                            |
| 14 de junio de 1996      | Río Gallegos  | Argentina | Gimnasio Municipal                 |
| 16 de agosto de 1996     | Buenos Aires  | Argentina | Cemento                            |

## Formación durante la gira
- Ricardo Iorio - Voz y bajo
- Claudio Marciello - Guitarra
- Claudio Cardacci - Batería